# Xanthorhoe
Xanthorhoe är ett släkte av fjärilar som beskrevs av Jacob Hübner 1825. Xanthorhoe ingår i familjen mätare, Geometridae.

## Dottertaxa tillXanthorhoe, i alfabetisk ordning[1][2]
- Xanthorhoe abditaria
- Xanthorhoe ablechra
- Xanthorhoe abrasaria
- Xanthorhoe abraxina
- Xanthorhoe abstersata
- Xanthorhoe abyssinica
- Xanthorhoe acutangulata
- Xanthorhoe acutata
- Xanthorhoe aemyla
- Xanthorhoe aequifasciata
- Xanthorhoe aestiva
- Xanthorhoe agelasta
- Xanthorhoe aksuaria
- Xanthorhoe alaskae
- Xanthorhoe albescens
- Xanthorhoe albiapicata
- Xanthorhoe albicans
- Xanthorhoe albicera
- Xanthorhoe albifusa
- Xanthorhoe albilinea
- Xanthorhoe albodivisa
- Xanthorhoe albodivisaria
- Xanthorhoe albomarginata
- Xanthorhoe alexandraria
- Xanthorhoe alexaria
- Xanthorhoe algidata
- Xanthorhoe alluaudi
- Xanthorhoe alpinata
- Xanthorhoe alta
- Xanthorhoe altaica
- Xanthorhoe altarhaetica
- Xanthorhoe alternata
- Xanthorhoe alticola
- Xanthorhoe alticolata
- Xanthorhoe altispex
- Xanthorhoe altitudinum
- Xanthorhoe amaura
- Xanthorhoe amblychroa
- Xanthorhoe americana
- Xanthorhoe amorata
- Xanthorhoe amplior
- Xanthorhoe anaspila
- Xanthorhoe angularia
- Xanthorhoe annosaria
- Xanthorhoe annotinaria
- Xanthorhoe annotinata
- Xanthorhoe ansorgei
- Xanthorhoe aphanta
- Xanthorhoe aphelias
- Xanthorhoe apollosaria
- Xanthorhoe approximata
- Xanthorhoe aquilonaria
- Xanthorhoe arcticaria
- Xanthorhoe ardularia
- Xanthorhoe argenteolineata
- Xanthorhoe argentina
- Xanthorhoe argocyma
- Xanthorhoe argodesma
- Xanthorhoe aridaria
- Xanthorhoe aridela
- Xanthorhoe ascotata
- Xanthorhoe ascriptaria
- Xanthorhoe asiatica
- Xanthorhoe asignaria
- Xanthorhoe assignaria
- Xanthorhoe asteria
- Xanthorhoe atrofasciaria
- Xanthorhoe baicalata
- Xanthorhoe bajutzaria
- Xanthorhoe barnsi
- Xanthorhoe belgarum
- Xanthorhoe bifulvata
- Xanthorhoe bigeminata
- Xanthorhoe bilbainensis
- Xanthorhoe binderi
- Xanthorhoe biriviata
- Xanthorhoe borbonicata
- Xanthorhoe borealis
- Xanthorhoe brachyctena
- Xanthorhoe brachytoma
- Xanthorhoe braunsi
- Xanthorhoe breviaria
- Xanthorhoe brujata
- Xanthorhoe brunneofasciata
- Xanthorhoe brunneomarginata
- Xanthorhoe brunnescens
- Xanthorhoe bryopis
- Xanthorhoe buntibasa
- Xanthorhoe cadra
- Xanthorhoe californiata
- Xanthorhoe callirrhoda
- Xanthorhoe callisthenes
- Xanthorhoe calycopis
- Xanthorhoe camelias
- Xanthorhoe campbellensis
- Xanthorhoe candidata
- Xanthorhoe capnoessa
- Xanthorhoe castanea
- Xanthorhoe cataphracta
- Xanthorhoe cedrinodes
- Xanthorhoe centroneura
- Xanthorhoe cerasina
- Xanthorhoe chalcedonaria
- Xanthorhoe chiloena
- Xanthorhoe chimarrhoa
- Xanthorhoe chionogramma
- Xanthorhoe chloephora
- Xanthorhoe chlorocapna
- Xanthorhoe chorica
- Xanthorhoe cindrelaria
- Xanthorhoe cineraria
- Xanthorhoe cinerata
- Xanthorhoe cinerearia
- Xanthorhoe cinnabari
- Xanthorhoe cinnabaris
- Xanthorhoe citroena
- Xanthorhoe clandestina
- Xanthorhoe clarata
- Xanthorhoe clarkeata
- Xanthorhoe coarctata
- Xanthorhoe coeruleata
- Xanthorhoe collinaria
- Xanthorhoe collumelloides
- Xanthorhoe colorata
- Xanthorhoe columella
- Xanthorhoe comptaria
- Xanthorhoe conchata
- Xanthorhoe conchulata
- Xanthorhoe conciliaria
- Xanthorhoe confixaria
- Xanthorhoe confusa
- Xanthorhoe congregata
- Xanthorhoe consors
- Xanthorhoe conspectaria
- Xanthorhoe constricta
- Xanthorhoe continuata
- Xanthorhoe contrastaria
- Xanthorhoe convallaria
- Xanthorhoe corcularia
- Xanthorhoe corculata
- Xanthorhoe cosmodora
- Xanthorhoe costijuncta
- Xanthorhoe costimacula
- Xanthorhoe costimaculata
- Xanthorhoe costovata
- Xanthorhoe cotangens
- Xanthorhoe cuneosignata
- Xanthorhoe curcumata
- Xanthorhoe curcumoides
- Xanthorhoe cyane
- Xanthorhoe cybele
- Xanthorhoe cyllene
- Xanthorhoe cymaria
- Xanthorhoe cymozeucta
- Xanthorhoe declarata
- Xanthorhoe decoloraria
- Xanthorhoe decrepitata
- Xanthorhoe defasciata
- Xanthorhoe defensaria
- Xanthorhoe deflorata
- Xanthorhoe degenerata
- Xanthorhoe delectaria
- Xanthorhoe deleta
- Xanthorhoe deletata
- Xanthorhoe delicata
- Xanthorhoe dentilinea
- Xanthorhoe dentipostmediana
- Xanthorhoe derzhavini
- Xanthorhoe designata
- Xanthorhoe discataria
- Xanthorhoe disceptaria
- Xanthorhoe discomaculata
- Xanthorhoe disjunctaria
- Xanthorhoe dissimilis
- Xanthorhoe dissociata
- Xanthorhoe dissolutaria
- Xanthorhoe divisa
- Xanthorhoe divisata
- Xanthorhoe dodata
- Xanthorhoe edmondsii
- Xanthorhoe effusa
- Xanthorhoe elusa
- Xanthorhoe emendata
- Xanthorhoe emmelopis
- Xanthorhoe emutata
- Xanthorhoe epia
- Xanthorhoe episema
- Xanthorhoe eugraphata
- Xanthorhoe euthytoma
- Xanthorhoe everetti
- Xanthorhoe excelsissima
- Xanthorhoe eximiata
- Xanthorhoe exliturata
- Xanthorhoe exorista
- Xanthorhoe extrema
- Xanthorhoe faeroensis
- Xanthorhoe faroensis
- Xanthorhoe fasciata
- Xanthorhoe feisthemalaria
- Xanthorhoe ferrugaria
- Xanthorhoe ferrugata
- Xanthorhoe fibulata
- Xanthorhoe fidonaria
- Xanthorhoe finitima
- Xanthorhoe fissiferula
- Svartfläcksfältmätare, Xanthorhoe fluctuata
- Xanthorhoe formosicola
- Xanthorhoe frigida
- Xanthorhoe frivola
- Xanthorhoe fulvata
- Xanthorhoe fulvinotata
- Xanthorhoe fumata
- Xanthorhoe fumipennis
- Xanthorhoe fuscata
- Xanthorhoe fuscifascia
- Xanthorhoe fuscomarginata
- Xanthorhoe gata
- Xanthorhoe gelidata
- Xanthorhoe geomella
- Xanthorhoe georgi
- Xanthorhoe gigantaria
- Xanthorhoe gigantis
- Xanthorhoe glaciata
- Xanthorhoe granitalis
- Xanthorhoe greeni
- Xanthorhoe griphodeata
- Xanthorhoe grisearia
- Xanthorhoe griseiviridis
- Xanthorhoe griseocamparia
- Xanthorhoe griseofasciata
- Xanthorhoe gynandrata
- Xanthorhoe gypsomela
- Xanthorhoe hafneri
- Xanthorhoe hampsoni
- Xanthorhoe hancocki
- Xanthorhoe harutai
- Xanthorhoe hedyphaes
- Xanthorhoe helenae
- Xanthorhoe heliacaria
- Xanthorhoe helias
- Xanthorhoe heliopharia
- Xanthorhoe henrici
- Xanthorhoe herbicolor
- Xanthorhoe herculeana
- Xanthorhoe heteromorpha
- Xanthorhoe hethlandica
- Xanthorhoe holophaea
- Xanthorhoe homalocyma
- Xanthorhoe hortensiaria
- Xanthorhoe hortulanaria
- Xanthorhoe hoyeri
- Xanthorhoe hummeli
- Xanthorhoe hyperctenista
- Xanthorhoe hyperythra
- Xanthorhoe hyphagna
- Xanthorhoe iberaria
- Xanthorhoe iberica
- Xanthorhoe icterica
- Xanthorhoe ida
- Xanthorhoe iduata
- Xanthorhoe ignobilis
- Xanthorhoe immaculata
- Xanthorhoe imperviata
- Xanthorhoe implicata
- Xanthorhoe inaequata
- Xanthorhoe inamaenaria
- Xanthorhoe inamoena
- Xanthorhoe incanata
- Xanthorhoe incertata
- Xanthorhoe inclinataria
- Xanthorhoe incognita
- Xanthorhoe inconsiderata
- Xanthorhoe incudina
- Xanthorhoe incursata
- Xanthorhoe infantaria
- Xanthorhoe infernaria
- Xanthorhoe infumata
- Xanthorhoe infuscata
- Xanthorhoe inimica
- Xanthorhoe insolida
- Xanthorhoe insperata
- Xanthorhoe inspersata
- Xanthorhoe inspurcata
- Xanthorhoe insulariata
- Xanthorhoe integrata
- Xanthorhoe intentata
- Xanthorhoe interpositaria
- Xanthorhoe interrufata
- Xanthorhoe interrupta
- Xanthorhoe inversa
- Xanthorhoe iolanthe
- Xanthorhoe irrepleta
- Xanthorhoe islandicaria
- Xanthorhoe jucundula
- Xanthorhoe kamtshatica
- Xanthorhoe klossi
- Xanthorhoe labradorensis
- Xanthorhoe lacticolor
- Xanthorhoe lacustrata
- Xanthorhoe lagganata
- Xanthorhoe lapponica
- Xanthorhoe latigrisea
- Xanthorhoe latissima
- Xanthorhoe leopoldi
- Xanthorhoe lepidaria
- Xanthorhoe ligularia
- Xanthorhoe ligustrata
- Xanthorhoe limbaria
- Xanthorhoe linearia
- Xanthorhoe livida
- Xanthorhoe livinaria
- Xanthorhoe loxocyma
- Xanthorhoe lucasaria
- Xanthorhoe lucidata
- Xanthorhoe lucirivata
- Xanthorhoe ludifica
- Xanthorhoe lugubris
- Xanthorhoe luminosa
- Xanthorhoe lutescens
- Xanthorhoe magnata
- Xanthorhoe magnificata
- Xanthorhoe majorata
- Xanthorhoe malaisei
- Xanthorhoe malgassa
- Xanthorhoe malleola
- Xanthorhoe maoriaria
- Xanthorhoe marginata
- Xanthorhoe mecoterma
- Xanthorhoe mediofascia
- Xanthorhoe melissaria
- Xanthorhoe mephistaria
- Xanthorhoe mesilauensis
- Xanthorhoe metoporina
- Xanthorhoe mikenaria
- Xanthorhoe mimica
- Xanthorhoe mnesichola
- Xanthorhoe moderata
- Xanthorhoe modestaria
- Xanthorhoe molata
- Xanthorhoe monastica
- Xanthorhoe montanata
- Xanthorhoe monticolaria
- Xanthorhoe morosa
- Xanthorhoe multifilaria
- Xanthorhoe multistriga
- Xanthorhoe munitaria
- Xanthorhoe munitata
- Xanthorhoe napassa
- Xanthorhoe neapolisata
- Xanthorhoe nebulosa
- Xanthorhoe nephelias
- Xanthorhoe nephodes
- Xanthorhoe nigrimedia
- Xanthorhoe nigroalbata
- Xanthorhoe nigrofasciata
- Xanthorhoe nigromarginata
- Xanthorhoe nubilosa
- Xanthorhoe obarata
- Xanthorhoe obscura
- Xanthorhoe obsolescens
- Xanthorhoe obsoleta
- Xanthorhoe occulta
- Xanthorhoe ochracea
- Xanthorhoe ochreata
- Xanthorhoe oculata
- Xanthorhoe offensaria
- Xanthorhoe olbia
- Xanthorhoe oligepeles
- Xanthorhoe olympusa
- Xanthorhoe onnekotana
- Xanthorhoe opertaria
- Xanthorhoe ordinaria
- Xanthorhoe ornata
- Xanthorhoe orophylloides
- Xanthorhoe orophyloides
- Xanthorhoe orthogrammaria
- Xanthorhoe ouanguemetaria
- Xanthorhoe oxybiaria
- Xanthorhoe oxybiata
- Xanthorhoe oxyptera
- Xanthorhoe packardata
- Xanthorhoe pallida
- Xanthorhoe panassa
- Xanthorhoe pantoea
- Xanthorhoe paradelpha
- Xanthorhoe paramushira
- Xanthorhoe parvula
- Xanthorhoe pauperrimata
- Xanthorhoe penetrata
- Xanthorhoe pentodonta
- Xanthorhoe percrassata
- Xanthorhoe peribleta
- Xanthorhoe periphaea
- Xanthorhoe permissata
- Xanthorhoe persimilis
- Xanthorhoe perviridis
- Xanthorhoe petropola
- Xanthorhoe phariensis
- Xanthorhoe phiara
- Xanthorhoe phyxelia
- Xanthorhoe picticolor
- Xanthorhoe placida
- Xanthorhoe planata
- Xanthorhoe planicolor
- Xanthorhoe plumbea
- Xanthorhoe plurimata
- Xanthorhoe polimela
- Xanthorhoe politula
- Xanthorhoe polygrapharia
- Xanthorhoe pomoeriaria
- Xanthorhoe poseata
- Xanthorhoe postpositaria
- Xanthorhoe practica
- Xanthorhoe praepositaria
- Xanthorhoe pratti
- Xanthorhoe praxilla
- Xanthorhoe procilla
- Xanthorhoe procne
- Xanthorhoe propugnata
- Xanthorhoe prymnaea
- Xanthorhoe psamathodes
- Xanthorhoe pseudogaliata
- Xanthorhoe pseudognathos
- Xanthorhoe pseudolapponica
- Xanthorhoe pudicata
- Xanthorhoe punctilineata
- Xanthorhoe purpureofascia
- Xanthorhoe putridaria
- Xanthorhoe pyramaria
- Xanthorhoe pyrrhobaphes
- Xanthorhoe quadrifasciaria
- Xanthorhoe quadrifasiata
- Xanthorhoe quartanata
- Xanthorhoe radiata
- Xanthorhoe ramaria
- Xanthorhoe ranensis
- Xanthorhoe reclivisata
- Xanthorhoe rectantemediana
- Xanthorhoe rectifasciaria
- Xanthorhoe rectior
- Xanthorhoe reduplicata
- Xanthorhoe regulata
- Xanthorhoe relictata
- Xanthorhoe repentinata
- Xanthorhoe restricta
- Xanthorhoe reticulata
- Xanthorhoe rhodacris
- Xanthorhoe rhodoides
- Xanthorhoe rimata
- Xanthorhoe robinsoni
- Xanthorhoe robustaria
- Xanthorhoe rosata
- Xanthorhoe rosearia
- Xanthorhoe roseopicta
- Xanthorhoe ruandana
- Xanthorhoe rubens
- Xanthorhoe rudisaria
- Xanthorhoe ruficostata
- Xanthorhoe rufivenata
- Xanthorhoe rupicola
- Xanthorhoe ruptifascia
- Xanthorhoe sajanaria
- Xanthorhoe salvata
- Xanthorhoe satanaria
- Xanthorhoe saturata
- Xanthorhoe scarificata
- Xanthorhoe scoriaria
- Xanthorhoe semenovi
- Xanthorhoe semenowi
- Xanthorhoe semifasciata
- Xanthorhoe semilactescens
- Xanthorhoe semisignata
- Xanthorhoe sempionaria
- Xanthorhoe septentrionalis
- Xanthorhoe shetlandica
- Xanthorhoe similisata
- Xanthorhoe simplicata
- Xanthorhoe simushira
- Xanthorhoe sodaliata
- Xanthorhoe solitata
- Xanthorhoe solutata
- Xanthorhoe sordidata
- Xanthorhoe spadicearia
- Xanthorhoe spaldingaria
- Xanthorhoe spatuluncus
- Xanthorhoe stenotaenia
- Xanthorhoe stinaria
- Xanthorhoe stinata
- Xanthorhoe strandi
- Xanthorhoe stricta
- Xanthorhoe strigata
- Xanthorhoe strumosata
- Xanthorhoe stupida
- Xanthorhoe subantartica
- Xanthorhoe subductata
- Xanthorhoe subflava
- Xanthorhoe subidaria
- Xanthorhoe sublesta
- Xanthorhoe submaculata
- Xanthorhoe subobscurata
- Xanthorhoe subseparata
- Xanthorhoe succerasina
- Xanthorhoe suffusa
- Xanthorhoe superpositaria
- Xanthorhoe suppuraria
- Xanthorhoe syriacata
- Xanthorhoe tamborica
- Xanthorhoe tamsi
- Xanthorhoe tangens
- Xanthorhoe tannuensis
- Xanthorhoe tatianaria
- Xanthorhoe tauaria
- Xanthorhoe thanataria
- Xanthorhoe thedenii
- Xanthorhoe thules
- Xanthorhoe tianschanica
- Xanthorhoe transcissa
- Xanthorhoe transjugata
- Xanthorhoe transpositaria
- Xanthorhoe triangulata
- Xanthorhoe tricolorata
- Xanthorhoe trientata
- Xanthorhoe trilineata
- Xanthorhoe tristis
- Xanthorhoe tromsoensis
- Xanthorhoe trusa
- Xanthorhoe tuta
- Xanthorhoe ulingensis
- Xanthorhoe umbriferata
- Xanthorhoe umbrosa
- Xanthorhoe undulata
- Xanthorhoe unicolor
- Xanthorhoe unidentaria
- Xanthorhoe urbana
- Xanthorhoe vacillans
- Xanthorhoe vacuaria
- Xanthorhoe vana
- Xanthorhoe veinapuncta
- Xanthorhoe wellsi
- Xanthorhoe venipunctata
- Xanthorhoe veraria
- Xanthorhoe vicissata
- Xanthorhoe vidanoi
- Xanthorhoe wiltshirei
- Xanthorhoe vinosa
- Xanthorhoe violacearia
- Xanthorhoe viridata
- Xanthorhoe viridicans
- Xanthorhoe viridicinctata
- Xanthorhoe viridilineata
- Xanthorhoe viriditincta
- Xanthorhoe vivadata
- Xanthorhoe vulgaris
- Xanthorhoe xerodes
- Xanthorhoe zenasaria

## Bildgalleri

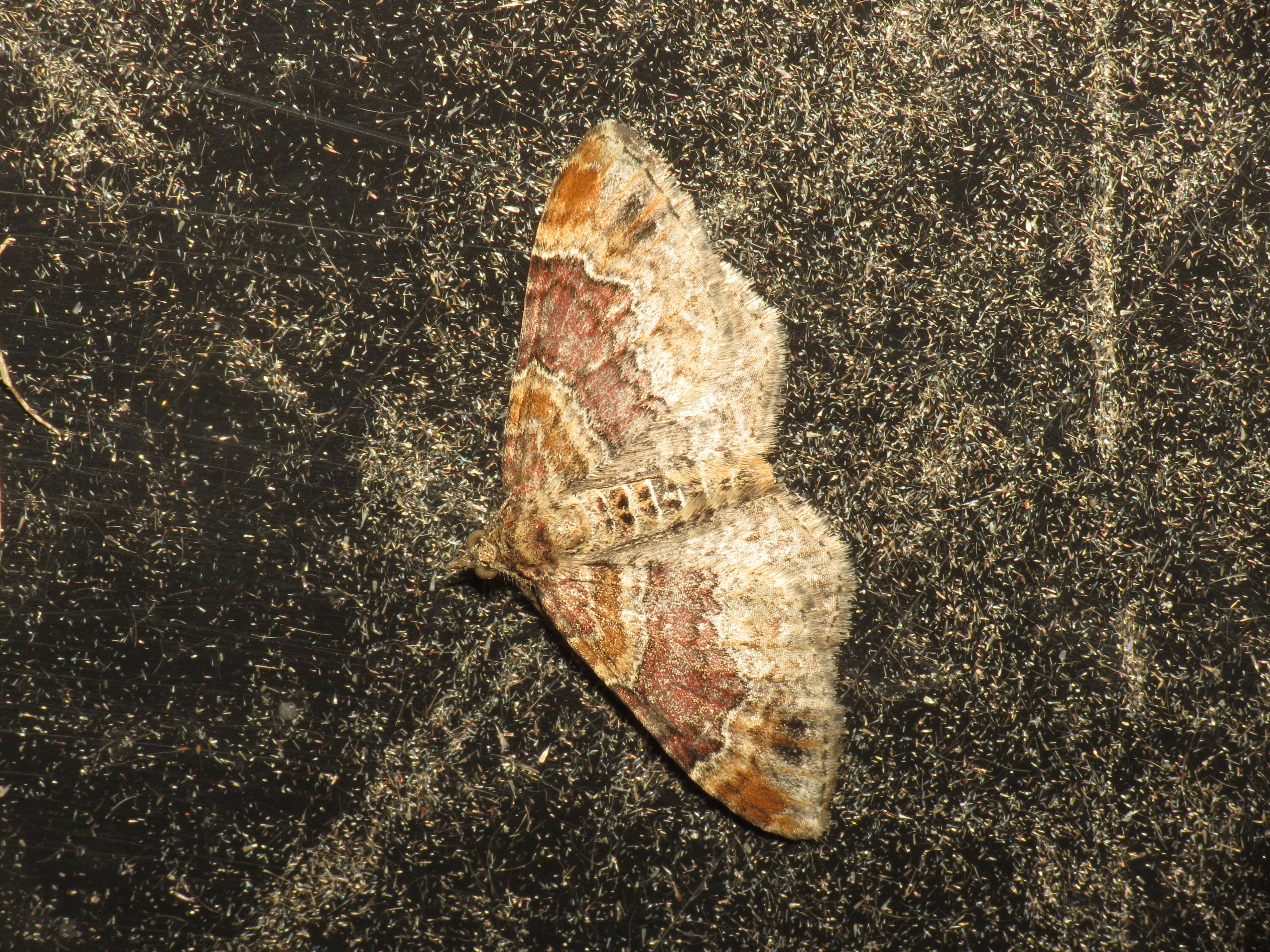